# Шулан (музыкальный инструмент)
Шула́н (в переводе с удм. — «свисток», «свистулька»), или шула́н гумы́, — удмуртский духовой музыкальный инструмент, представляющий из себя дудку с продольной прорезью-щелью.

## Название
Наименование инструмента «шулан» происходит от звукоподражательного глагола «шуланы» (в переводе с удм. — «свистеть»), который близок коми звукоподражательному глаголу «швичйöдлыны» (с коми — «свистеть»).

## Форма и техника игры
Шулан представляет собой закрытую трубку с частичной продольной прорезью-щелью; длина составляет 300—370 мм, диаметр 10—14 мм, длина прорези 150—190 мм. Верхнее отверстие имеет косой срез, нижнее выходное отверстие закрыто узловой перегородкой. Из ветки молодой липы выдавливается сердцевина и прорезывается свистковое отверстие. Из одной части сердцевины готовиется пробка с жёлобом, вставляющаяся в верхний конец свистка, из другой — цилиндрический поршень в нижний конец.
Во время игры инструмент держат в вертикальном положении. Звук извлекается за счёт сильного вдувания воздуха в трубку. Перемещая пальцы по щели, можно сыграть несложную мелодию. Звук довольно сильный, в верхнем регистре резкий, в нижнем — шипящий, бархатный. Играли на инструменте в основном сольно.

## Обрядовое значение
Судя по всему, шулан был связан с традицией поминовения усопших «шайтан уллян» (с удм. — «изгнание беса»). В этот день после моления вся молодёжь свистела. Вероятно, этот обряд имеет историческую связь с дымковской свистулькой и дымковскими «свистунами» — потомками языческих поминальных праздников.

## Сюй шулан
В настоящее время шулан вышел из употребления, однако в сфере детского творчества сохранилась глиняная разновидность инструмента — «сюй шулан» (с удм. — «глиняная свистулька»). Он представляет собой свистульку-флейту в виде зооморфных существ с одним свистковым и 1—2 игровыми отверстиями по бокам.